# Вила Томолати (Терамо)
Вила Томолати је насеље у Италији у округу Терамо, региону Абруцо.
Према процени из 2011. у насељу је живело 20 становника. Насеље се налази на надморској висини од 435 м.